# Золотая малина (премия, 1990)
10-я церемония вручения наград премии «Золотая малина» за сомнительные заслуги в области кинематографа за 1989 год, а также за прошедшее десятилетие состоялась 25 марта 1990 года в Hollywod Roosevelt Hotel, в Лос-Анджелесе, Калифорния.

## Список лауреатов и номинантов
Победители выделены отдельным цветом. 

### Лауреаты и номинаны за 1989 год
| Категории                         | Лауреаты и номинанты                                                                                            | Лауреаты и номинанты                                                                                 | Лауреаты и номинанты                                                                                 |
| --------------------------------- | --- | --- | --- |
| Худший фильм                      | • Звёздный путь 5: Последний рубеж (Paramount) (продюсер: Харви Беннетт)                                        | • Звёздный путь 5: Последний рубеж (Paramount) (продюсер: Харви Беннетт)                             | • Звёздный путь 5: Последний рубеж (Paramount) (продюсер: Харви Беннетт)                             |
| Худший фильм                      | • Парень-каратист 3 / The Karate Kid, Part III (Columbia) (продюсер: Джерри Вайнтрауб)                          | | |
| Худший фильм                      | • Взаперти / Lock Up (Tri-Star) (продюсер: Лоуренс Гордон)                                                      | | |
| Худший фильм                      | • Дом у дороги / Road House (United Artists) (продюсер: Джоэл Сильвер)                                          | | |
| Худший фильм                      | • Зона скорости / Speed Zone! (Orion) (продюсер: Мюррэй Шостак)                                                 | | |
| Худшая мужская роль               | Уильям Шетнер                                                                                                   | • Уильям Шетнер — «Звёздный путь 5: Последний рубеж» (за роль Джеймса Тиберия Кирка)                 | • Уильям Шетнер — «Звёздный путь 5: Последний рубеж» (за роль Джеймса Тиберия Кирка)                 |
| Худшая мужская роль               | Уильям Шетнер                                                                                                   | • Тони Данца — «Она неуправляема» (за роль Дага Симпсона)                                            | |
| Худшая мужская роль               | Уильям Шетнер                                                                                                   | • Ральф Мачио — «Парень-каратист 3» (за роль Дениэла Ла Руссо)                                       | |
| Худшая мужская роль               | Уильям Шетнер                                                                                                   | • Сильвестр Сталлоне                                                                                 | «Взаперти» (за роль Фрэнка Леоне), «Танго и Кэш» (за роль л-та Рэймонда (Рэя) Танго)                 |
| Худшая мужская роль               | Уильям Шетнер                                                                                                   | • Патрик Суэйзи                                                                                      | «Ближайший родственник» (за роль Трумэна Гейтса), «Дом у дороги» (за роль Джеймса Далтона)           |
| Худшая женская роль               | Хизер Локлир | • Хизер Локлир — «Возвращение болотной твари» (за роль Эбби Аркейн)                                  | • Хизер Локлир — «Возвращение болотной твари» (за роль Эбби Аркейн)                                  |
| Худшая женская роль               | Хизер Локлир | • Джейн Фонда — «Старый гринго» (за роль Харриет Уинслоу)                                            | |
| Худшая женская роль               | Хизер Локлир | • Бриджитт Нильсен — «Прощай, малышка» (за роль Лизы)                                                | |
| Худшая женская роль               | Хизер Локлир | • Полина Поризкова — «Её алиби» (за роль Нины)                                                       | |
| Худшая женская роль               | Хизер Локлир | • Элли Шиди — «Сердце Дикси» (за роль Мэгги Де Лоуч)                                                 | |
| Худшая мужская роль второго плана | Кристофер Аткинс                                                                                                | • Кристофер Аткинс — «Слушай меня» (за роль Брюса Арлингтона)                                        | • Кристофер Аткинс — «Слушай меня» (за роль Брюса Арлингтона)                                        |
| Худшая мужская роль второго плана | Кристофер Аткинс                                                                                                | • Бен Газзара — «Дом у дороги» (за роль Брэда Уэсли)                                                 | |
| Худшая мужская роль второго плана | Кристофер Аткинс                                                                                                | • Дефорест Келли — «Звёздный путь 5: Последний рубеж» (за роль Леонарда МакКоя)                      | |
| Худшая мужская роль второго плана | Кристофер Аткинс                                                                                                | • Пэт Морита — «Парень-каратист 3» (за роль мистера Мияги)                                           | |
| Худшая мужская роль второго плана | Кристофер Аткинс                                                                                                | • Дональд Сазерленд — «Взаперти» (за роль начальника тюрьмы Уордена Драмгула)                        | |
| Худшая женская роль второго плана | Брук Шилдс | • Брук Шилдс — «Зона скорости» (за роль стюардессы / самой себя)                                     | • Брук Шилдс — «Зона скорости» (за роль стюардессы / самой себя)                                     |
| Худшая женская роль второго плана | Брук Шилдс | • Angelyne — «Земные девушки легко доступны»                                                         | |
| Худшая женская роль второго плана | Брук Шилдс | • Энн Бэнкрофт — «Берт Ригби, ты — дурак» (за роль Мередит Перлештейн)                               | |
| Худшая женская роль второго плана | Брук Шилдс | • Мадонна — «Ищейки с Бродвея» (за роль Гортензии Хэтуэй)                                            | |
| Худшая женская роль второго плана | Брук Шилдс | • Курт Рассел — «Танго и Кэш» (за роль л-та Гэбриэла (Гэйба) Кэша (в женской одежде))                | |
| Худший режиссёр                   | Уильям Шетнер                                                                                                   | • Уильям Шетнер за фильм «Звёздный путь 5: Последний рубеж»                                          | • Уильям Шетнер за фильм «Звёздный путь 5: Последний рубеж»                                          |
| Худший режиссёр                   | Уильям Шетнер                                                                                                   | • Джон Г. Эвилдсен — «Парень-каратист 3»                                                             | |
| Худший режиссёр                   | Уильям Шетнер                                                                                                   | • Джим Дрейк — «Зона скорости»                                                                       | |
| Худший режиссёр                   | Уильям Шетнер                                                                                                   | • Роуди Херрингтон — «Дом у дороги»                                                                  | |
| Худший режиссёр                   | Уильям Шетнер                                                                                                   | • Эдди Мёрфи — «Ночи Гарлема»                                                                        | |
| Худший сценарий                   | Эдди Мёрфи | • Эдди Мёрфи — «Ночи Гарлема»                                                                        | • Эдди Мёрфи — «Ночи Гарлема»                                                                        |
| Худший сценарий                   | Эдди Мёрфи | • Роберт Марк Кэмен — «Парень-каратист 3»                                                            | |
| Худший сценарий                   | Эдди Мёрфи | • Дэвид Ли Генри и Хилари Хенкин — «Дом у дороги»                                                    | |
| Худший сценарий                   | Эдди Мёрфи | • Дэвид Локери, Уильям Шетнер и Харви Беннетт — «Звёздный путь 5: Последний рубеж»                   | |
| Худший сценарий                   | Эдди Мёрфи | • Рэнди Фельдман — «Танго и Кэш»                                                                     | |
| Худшая песня к фильму             | • Bring Your Daughter… to the Slaughter — «Кошмар на улице Вязов 5: Дитя сна» — автор: Брюс Дикинсон            | • Bring Your Daughter… to the Slaughter — «Кошмар на улице Вязов 5: Дитя сна» — автор: Брюс Дикинсон | • Bring Your Daughter… to the Slaughter — «Кошмар на улице Вязов 5: Дитя сна» — автор: Брюс Дикинсон |
| Худшая песня к фильму             | • Let’s Go! — «Кошмар на улице Вязов 5: Дитя сна» — автор: Mohandas Dewese (он же Кул Мо Ди)                    | | |
| Худшая песня к фильму             | • (I Don’t Wanna Be Buried in A) Pet Sematary — «Кладбище домашних животных» — авторы: Ди Ди Рамон и Дэниэл Рей | | |

### Лауреаты и номинанты за прошедшее десятилетие
| Категории                       | Лауреаты и номинанты                                                                         | Лауреаты и номинанты | Лауреаты и номинанты |
| ------------------------------- | -------------------------------------------------------------------------------------------- | --- | -------------------- |
| Худший фильм десятилетия        | • Дорогая мамочка / Mommie Dearest (5 наград в 1982 году)                                    | • Дорогая мамочка / Mommie Dearest (5 наград в 1982 году)                                                                                   |                      |
| Худший фильм десятилетия        | • Болеро / Bolero (6 наград в 1985 году)                                                     | |                      |
| Худший фильм десятилетия        | • Говард-утка / Howard the Duck (4 награды в 1987 году)                                      | |                      |
| Худший фильм десятилетия        | • Одинокая леди / The Lonely Lady (6 наград в 1984 году)                                     | |                      |
| Худший фильм десятилетия        | • Звёздный путь 5: Последний рубеж / Star Trek V: The Final Frontier (3 награды в этом году) | |                      |
| Худший актёр десятилетия        | Сильвестр Сталлоне                                                                           | • Сильвестр Сталлоне — «Кобра», «Взаперти», «Изо всех сил», «Рэмбо: Первая кровь 2», «Рэмбо 3», «Рокки 4», «Горный хрусталь», «Танго и Кэш» |                      |
| Худший актёр десятилетия        | Сильвестр Сталлоне                                                                           | • Кристофер Аткинс — «Голубая лагуна», «Ночь на небесах», «Слушай меня», «Пиратский фильм»                                                  |                      |
| Худший актёр десятилетия        | Сильвестр Сталлоне                                                                           | • Райан О’Нил — «Букмекерская лихорадка», «Партнёры», «Так здорово», «Крутые ребята не танцуют»                                             |                      |
| Худший актёр десятилетия        | Сильвестр Сталлоне                                                                           | • Принс — «Под вишнёвой луной» |                      |
| Худший актёр десятилетия        | Сильвестр Сталлоне                                                                           | • Джон Траволта — «Эксперты», «Идеально», «Остаться в живых», «Хорошая пара»                                                                |                      |
| Худшая актриса десятилетия      | Бо Дерек                                                                                     | • Бо Дерек — «Болеро», «Тарзан, человек-обезьяна»                                                                                           |                      |
| Худшая актриса десятилетия      | Бо Дерек                                                                                     | • Фэй Данауэй — «Первый смертный грех», «Дорогая мамочка», «Супердевушка», «Злодейка»                                                       |                      |
| Худшая актриса десятилетия      | Бо Дерек                                                                                     | • Мадонна — «Шанхайский сюрприз», «Кто эта девчонка?»                                                                                       |                      |
| Худшая актриса десятилетия      | Бо Дерек                                                                                     | • Брук Шилдс — «Голубая лагуна», «Бесконечная любовь», «Сахара», «Зона скорости»                                                            |                      |
| Худшая актриса десятилетия      | Бо Дерек                                                                                     | • Пиа Задора — «Одинокая леди», «Бабочка»                                                                                                   |                      |
| Худшая новая звезда десятилетия |                                                                                              | • Пиа Задора — «Одинокая леди», «Бабочка»                                                                                                   |                      |
| Худшая новая звезда десятилетия | • Кристофер Аткинс — «Голубая лагуна», «Ночь на небесах», «Слушай меня», «Пиратский фильм»   | |                      |
| Худшая новая звезда десятилетия | • Мадонна — «Шанхайский сюрприз», «Кто эта девчонка?»                                        | |                      |
| Худшая новая звезда десятилетия | • Принс — «Под вишнёвой луной»                                                               | |                      |
| Худшая новая звезда десятилетия | • Дайана Скаруид — «Дорогая мамочка», «Странные захватчики»                                  | |                      |